# John Bauers Park
John Bauers Park är ett parkområde vid Rocksjöns västra strand, belägget vid Östra Holmgatan omkring 1,5 kilometer från centrala Jönköping.

Parken har fått sitt namn efter John Bauer, som växte upp i Villa Sjövik, från början en sommarbostad som hans far lät bygga på en tomt på södra delen av Kålgården 1881, mellan Rocksjön och gatukroken, där Västra Holmgatan går över i Östra Holmgatan.
Villa Sjövik revs i början av 1960-talet och tomten förvildades. På 1990-talet, på initiativ av bokbindarmästare Lennart Enander, återuppfördes villans brygga vid Rocksjön. Insatser har gjorts med bland annat nyplantering av buskar och växter för att gynna vilda pollinatörer och insekter som bidrar till ekosystemet och den biologisk mångfalden.
I parken finns stora naturvärden i form av våtmark, sumpskog, äldre skyddsvärda träd samt dammen Knektadammen. Parken är hemvist för fåglar, groddjur, insekter, spindlar, landmollusker, fladdermöss, fiskar och också utter och bäver. Vid beslutet om att bilda Rocksjöns naturreservat 2010 beslutades också att John Bauers park på sikt skulle inkluderas i reservatet.